# Болгаро-румынский обмен населением
Болга́ро-румы́нский обме́н населе́нием — принудительный обмен населением Болгарии и Румынии в 1940—1941 годах. Стал результатом заключения Крайовского договора 1940 года, по которому Южная Добруджа перешла к Болгарии. В рамках обмена почти все румынское население Южной Добруджи (более 100 тысяч человек) было принудительно выселено в Румынию. Взамен из румынской Северной Добруджи были выселены в Болгарию этнические болгары (более 60 тысяч человек). Обмен привёл к появлению в Румынии большого числа беженцев, причем значительная их часть (около 12 тысяч семей) не получила земельных наделов в Северной Добрудже и проживала за её пределами. Обмен проводили преимущественно румынские власти Добруджи, которые отобрали у болгар-переселенцев часть имущества (например, все золотые вещи). Выселенные из Добруджи румыны и болгары не получили никакой компенсации.

## Предыстория
Южная Добруджа была включена в состав Румынии в 1913 году в результате Второй Балканской войны. Площадь Южной Добруджи составляла 7695 км², а население насчитывало 281931 человек, из которых 2,3 % были румынами, а 43 — 47,6 % являлись болгарами (по разным источникам). Большинство жителей Южной Добруджи — 48 % населения (136 тысяч на 1912 год) — были турками и татарами.
Румынские власти сразу приступили к изъятию земли у болгар. 1 апреля 1914 года был принят закон, который предусматривал, что земельные наделы, выделенные болгарским правительством на условиях аренды в 1878—1913 годах (и ставшие собственностью румынского государства), становились частной собственностью арендаторов. Этот закон давал арендатору право выбора одного из двух вариантов:
- Арендатор мог выкупить весь надел по рыночной цене;
- Арендатор мог получить бесплатно две трети надела, но оставшаяся треть отходила государству.

Таким образом, румынское правительство получило в Южной Добрудже значительные земли, которые начало заселять этническими румынами. При этом поселиться в Южной Добрудже и получить земельный участок могли этнические румыны, не являвшиеся гражданами Румынии.
Во время Первой мировой войны осенью 1916 года вся Добруджа была оккупирована болгарскими войсками, но передана Румынии после завершения войны. За период войны произошли важные изменения. В период болгарской оккупации имели место убийства румын в Добрудже. Численность румын в Северной Добрудже уменьшилась с 80 тысяч человек в 1914 году до 46505 человек к 1919 году.
Летом 1917 года румынские власти приняли закон об аграрной реформе, которую начали осуществлять в декабре 1918 года. Реформа предусматривала переселение крестьян в малонаселенные районы, причем переселяться могли только этнические румыны. Неудачей закончилась попытка колонизации силами ветеранов войны. В 1922 году было принято решение о поселении в Южной Добрудже демобилизованных ветеранов войны, во исполнение которого в крае были сформированы 13 колоний с 453 колонистами, которые жили там под командованием своих бывших командиров. Однако эксперимент был неудачен: правительство прекратило создание военных колоний и освободило колонистов от власти руководителей колоний. Более того, многие колонисты были лишены статуса, а подтверждение прав собственности получили 55 % от первоначального числа колонистов.
Еще один приток колонистов шел из-за пределов Румынии. На территории Греции проживали арумыны, большинство из которых вело полукочевой образ жизни. Румынские власти оказывали школам и церквям арумын финансовую помощь. При этом большинство арумын поддерживали требования греческих националистов. Греко-турецкий обмен населением привел к тому, что в Грецию въехало больше поселенцев, чем выехало из неё. В итоге греческие власти приняли меры, ограничившие права арумын. На землях арумын в Македонии, Фракии и Эпире были поселены беженцы-христиане (145127 семей). Земли, которые арумыны использовали для выпаса скота, разделили на участки и раздали колонистам. Некоторые малоазиатские греки оказались хорошими торговцами и ростовщиками и создали конкуренцию арумынам. В связи с этим часть арумын обратилась к властям Румынии с просьбой о помощи. Декретом от 13 июня 1925 года половина земель, предназначенных для колонизации в Южной Добрудже, была передана арумынам, причем выдавалась участками по 15 га, тогда как остальные жители могли получить только по 10 га. В августе 1925 года в Констанцу прибыл первый транспорт с арумынами. Массовое переселение арумын продолжалось до 1932 года, когда оно практически завершилось. С ноября 1933 года по середину 1938 года разрешение на переселение в Южную Добруджу получили только 22 семьи арумын.
Кроме того, были приняты поправки к закону 1914 года, которые лишили болгар права выкупать свои наделы. Власти Румынии стали изымать земли у болгар. Кроме того, из Южной Добруджи шла массовая эмиграция турок и татар, которая привела к тому, что расширялась собственность румынского государства. Этот процесс усилился после того как 4 сентября 1936 года Румыния и Турция подписали соглашение о добровольной эмиграции мусульманского населения Добруджи. При этом румынское правительство имело преимущественное право покупки при продаже земли. Только за 9 месяцев 1936 года румынское правительство купило у мусульманских эмигрантов 3617,5 га земли.
С апреля 1925 года по февраль 1932 года разрешение на поселение в Южной Добрудже получили 13669 поселенцев: 4946 арумын и 9013 выходцев из Старого королевства. В итоге численность этнических румын в Южной Добрудже выросла с 6 тысяч человек (2,3 %) в 1912 году до 86 тысяч (21 %) в 1940 году.
Власти Болгарии подавали жалобы на Румынию в Лигу наций, а с Болгарии банды комитаджей из добруджанской революционной организации проникали в Южную Добруджу, где убивали представителей румынских властей. Эта организация возникла в 1925 году — в год начала переселения арумын — и ее банды при поддержке добруджанских болгар нападали не только на представителей властей, но и на арумынских колонистов. Арумыны в ответ убивали болгар. Так весной 1927 года в ответ на убийство арумына-колониста другие арумыны ворвались в село Кочина, где убили нескольких болгар.
4 сентября 1940 года Гитлер потребовал немедленно решить вопрос на основе телеграмм Гитлера, отправленных в Софию и Бухарест 31 июля 1940 года: Южная Добруджа переходит Болгарии. Румынская делегация во главе с Александром Крецяну на переговорах выдвинула предложение по обмену населением. Именно по настоянию румынской стороны в Крайовский договор было включено условие об обязательном обмене болгар Северной Добруджи на румын Южной Добруджи. При этом Крецяну предлагал обменять всех румын Болгарии на всех болгар Румынии. Болгарская сторона приняла это предложение, но потом обе стороны от него отказались. Румыны оценивали численность всех болгар в границах Румынии (после потери Северной Трансильвании, Бессарабии, Северной Буковины и Герцы) примерно в 80 тысяч человек. По переписи 1926 года в Болгарии румын и арумын насчитывалось 69080 человек. В конечном итоге ограничились обменом болгар и румын Добруджи. При этом Крецяну категорически отказался включать в текст договора конкретные цифры числа лиц, подлежащих обмену.

## Соглашение об обмене
Соглашение об обмене было подписано одновременно с Крайовским договором. Условия соглашения были следующие:
- Смешанная комиссия для наблюдения за выполнением обмена имела право создавать смешанные подкомиссии на уровне уезда, которым она могла делегировать свои полномочия;
- Румынское правительство должно было составить списки этнических румын Южной Добруджи и этнических болгар Северной Добруджи. Эти списки составлялись на основе румынской переписи 1930 года, но с учетом коррекции. Данные списки вывешивались во всех населенных пунктах, причем лица, нашедшие себя в этих списках могли опротестовать свою идентичность. Подкомиссии имели право с согласия Смешанной комиссии заслушивать как лиц, так и власти, составившие списки;
- Болгарские власти имели право потребовать отправки в Румынию тех румын, которых они обнаружат в Южной Добрудже. При этом данные лица могли опротестовать свою этническую идентичность перед Смешанной комиссией или подкомиссиями;
- Протесты со стороны лиц, которых румынская перепись 1930 года записала болгарами (и членов их семей), подлежали отклонению без права обжалования такого решения.

## Обмен 1940 года
Власти Добруджи, которые проводили обмен, состояли из легионеров. Так, 8 сентября 1940 года генеральным комиссаром Добруджи с полномочиями по контролю за перемещением населения Добруджи был назначен арумын и легионер Г. Чуметти. Он пробыл на этом посту до конца января 1941 года и оказывал предпочтение арумынам при устройстве перемещенных лиц. Позднее правительственная комиссия установила, что именно арумыны получили самые богатые хозяйства, оставленные немцами, которым по соглашению запрещалось брать сельскохозяйственный инвентарь и животных.
Военизированные формирования легионеров («легионерская полиция») получили указания содействовать полиции и жандармерии в эвакуации этнических болгар. Члены Железной гвардии, воспользовавшись обменом, нападали на местных греков и евреев. По данным Апелляционной палаты Констанцы (в ее юрисдикции была Северная Добруджа), собранным после подавления мятежа легионеров, в уездные суды Северной Добруджи поступили жалобы на 61 случай насилия, нанесения материального ущерба и незаконного захвата имущества легионерами. Из этих 61 случаев большинство — 39 случаев — касались евреев. Остальные случаи касались христиан. При этом евреи составляли, согласно переписи 1930 года, всего 0,7 % жителей Северной Добруджи. Причем из христиан большинство жертв были местными греками. Многие арумыны-легионеры мстили грекам за насилия, совершенные греческими властями против арумын во Фракии. Так в ноябре 1940 года группа арумын-легионеров похитила нескольких греков (в том числе 2 греческих граждан) и разграбила их имущество.
Чтобы болгары не укрылись в остальной части Румынии, были введены временные ограничения на выезд из Добруджи в остальную часть Румынии. Также были созданы специальные государственные органы. 8 сентября 1940 года был создан Генеральный комиссариат Добруджи. 18 сентября 1940 года создали Государственный субсекретариат по вопросам колонизации и эвакуированного населения, который должен был заниматься обустройством эвакуированных из Южной Добруджи, помогать беженцам из Бессарабии, Северной Трансильвании и Северной Буковины.
При эвакуации действовал принцип — если член семьи был болгарином, то в Болгарию выселялись остальные члены семьи вне зависимости от их этнического происхождения. При этом румынские власти, составляя списки выселяемых в Болгарию, стремились включить в них как можно больше людей. Так румынские власти выявили в Северной Добрудже около 75 тысяч болгар — почти вдвое больше, чем было выявлено болгар переписью 1930 года. Повышенное число болгар указал Чуметти, причём румынские власти с ним согласились.
Румынские власти намеревались эвакуировать болгар до начала проверок Смешанной комиссией. Однако болгарская сторона отказалась принимать людей без пропусков, выданных Смешанной комиссией. В итоге 25 октября 1940 года стороны заключили соглашение, что число эвакуированных болгар Северной Добруджи составит не более 60 тысяч человек.
Соглашение от 25 октября 1940 года разделило эвакуируемых болгар Северной Добруджи на три категории:
- Лица, проживавшие южнее железнодорожной линии Констанца — Чернаводэ, идентифицированные румынскими властями как болгары, должны были выехать в Болгарию;
- Лица, проживавшие в сёлах севернее железнодорожной линии Констанца — Чернаводэ, идентифицированные румынскими властями как болгары, должны были выехать в Болгарию только, если их признает болгарами Смешанная комиссия;
- Лица, проживавшие в городах к северу от железнодорожной линии Констанца — Чернаводэ, должны были выехать только если были зарегистрированы как болгары в ходе переписи 1930 года.

2 декабря 1940 года румынский сопредседатель Смешанной комиссии Николае Диану доложил, что эвакуация обменённых завершена. На тот момент румыны эвакуировали около 60 тысяч болгар (болгары утверждали, что эвакуировали 63 тысячи человек). В ответ из Южной Добруджи были приняты 104 тысячи румын. В Северной Добрудже осталось 6 — 7 тысяч болгар, а в Южной Добрудже болгарские власти обнаружили 7-8 тысяч человек. которые по переписи 1930 года были зарегистрированы как румыны, но отказывались переселиться в Румынию.
Большинство оставшихся в Южной Добрудже румын проживало в Тутракане. 12 ноября 1940 года эти люди обратились к болгарскому правительству с заявлением о том, что являются этническими болгарами, вопреки своей воле внесенными переписчиками в 1930 году в списки как румыны. Болгарские власти им не поверили, так как в ходе переписи 1930 года этническая идентификация, как правило проводилась добровольно, и эти люди сами выбрали румынскую идентичность.
Со своей стороны болгары не хотели оставлять румын — в Южную Добруджу стали возвращаться болгары, покинувшие ее в 1918—1940 годах, которые хотели вернуть оставленное там недвижимое имущество. Болгарские власти также пытались выдворить в Северную Добруджу евреев, но румынская сторона отказалась их принимать. В декабре 1940 года болгары привели на границу с Румынией этнических румын для выдворения. В ответ румыны привели на границу этнических болгар для выдворения. Однако затем и тем и другим разрешили вернуться в свои дома. Министр иностранных дел Румынии Михаил Стурдза 5 декабря 1940 года поручил румынскому послу проинформировать германское правительство, что болгарская сторона отказывается принимать оставшихся в Северной Добрудже лиц, которых Смешанная комиссия идентифицировала как этнических болгар.
Потоки болгар с севера и румын с юга почти не смешивались. Румынские власти отправляли прибывающих из Южной Добруджи румын сначала за Дунай, где они должны находились (преимущественно в жудеце Яломица) до завершения эвакуации болгар и немцев из Северной Добруджи, после чего их поселяли в Северной Добрудже на постоянное жительство.

## Обмен 1941 года
После завершения обмена 1940 года между болгарской и румынской сторонами шли переговоры об обмене оставшихся жителей. Переговоры велись до 11 апреля 1941 года и завершились подписанием протокола, который предусматривал следующее:
- В Румынию отправлялись 4700 румын из Южной Добруджи;
- В Болгарию отправлялись 3600 болгар из сельской местности Северной Добруджи. Если столько болгар не будет выявлено в сельской местности, то недостающее число болгар следовало выселить из городов Северной Добруджи;
- Этничность выселяемых должны были перепроверить смешанные комиссии;
- Смешанные семьи исключались из обмена.

Подкомиссии работали с 22 апреля по 9 мая 1941 года. Из предварительного списка в 9820 жителей Северной Добруджи, подлежащих эвакуации, исключили:
- 3611 членов смешанных семей;
- 1734 лиц неболгарского происхождения;
- 1322 лица, которые умерли, пропали без вести или внесены в списки повторно.

Эвакуации в итоге с румынской стороны подлежали только 3153 человека.
Болгарская сторона планировала первоначально эвакуировать 7 — 8 тысяч человек из Южной Добруджи, но по румынским данным, не предоставила румынской стороне полных списков. Однако в итоге годными к отправке в Румынию признали 3689 человек.

## Добровольный обмен 1943—1944 годов
Крайовский договор предусматривал возможность добровольного обмена болгарским и румынским населением, проживавшим вне Добруджи. Этот обмен мог быть осуществлён в течение года после подписания договора. Занимались этим обменом те же лица, что проводили принудительный обмен. В начале июня 1941 года румынский сопредседатель Смешанной комиссии Х. Григореску направил запрос в Генеральный инспекторат жандармерии с просьбой установить численность болгар, проживавших в сельской местности около Бухареста. Григореску указывал, что перепись нужна для обмена населением с Болгарией и что этим вопросом занимается лично Ион Антонеску. Однако итогами переписи Григореску остался недоволен — посчитал, что многие болгары не были зарегистрированы. В частности, Григореску указывал, что в селе Кяжны были зарегистрированы только 9 болгар, тогда как, по мнению Григореску, почти все местные жители (около тысячи семей) были болгарами. По приказу К. Василиу провели новую перепись болгар. В начале июля 1941 года жандармы представили новый доклад, согласно которому в Кяжнах из 4354 жителей было 1090 болгар, предки которых были там поселены за 500 лет до переписи. В докладе указывалось, что кроме нескольких стариков из этих 1090 болгар никто не знал болгарского языка. В итоге в новом списке 9 человек были обозначены как несомненные болгары, а в отношении остальных предстояло принять решение. При этом ни один из жителей села Кяжны не хотел уезжать из Румынии.
Болгары в 1941 году отказались от добровольного обмена населением. Однако в 1942 году болгарская сторона предложила возобновить переговоры. С июля 1942 года болгарские дипломаты посещали болгар оккупированной румынами Южной Бессарабии и убеждали их выехать в Болгарию. В ответ на это местные болгары частью стали продавать имущество, готовясь к выезду. Однако часть болгар Южной Бессарабии стала румынизировать фамилии и получать у властей свидетельства о своей румынской идентичности. 26 июля 1942 года Михай Антонеску провёл совещание, большинство участников которого выступили против обмена.
1 апреля 1943 года между Болгарией и Румынией было подписано новое соглашение об обмене населением, которое предусматривало следующее:
- Добровольный обмен населением осуществлялся до 1 ноября 1943 года;
- Участвующие в обмене добровольцы должны были заявить о своём желании до 31 мая 1943 года в подкомиссии, которые работали в Софии и Бухаресте;
- Жены добровольцев могли отказаться от обмена, если имели иное этническое происхождение, чем мужья.

В мае 1943 года Х. Григореску посетил румынские сёла в Болгарии и убедился, что большинство их жителей не хотят уезжать в Румынию. В мае 1943 года болгарское правительство предложило отложить обмен, на что Михай Антонеску дал согласие. 22 мая 1943 года Смешанная комиссия объявила о решении прекратить приём заявлений на эмиграцию. До 1 ноября 1943 года из Болгарии в Румынию переселились 226 румын (94 семьи), а из Румынии в Болгарию 158 болгар (62 семьи).

## Случаи репатриации в Румынию
В начале 1941 года в румынские консульства стали поступать жалобы обменённых с просьбой разрешить им как румынам вернуться в Румынию. Так бывший военнослужащий Павел Думитру (его дед со стороны отца был румынским колонистом из Трансильвании, а мать арумынкой) жаловался, что его арестовали легионеры и вывезли в Болгарию. Анжела Георгиу просила разрешить вернуться двум своим племянникам — их отец был румыном, что было удостоверено справкой об этническом происхождении, которую отвергла подкомиссия. Некоторые заявители жаловались, что доказали свое румынское происхождение, но затем были разоблачены как болгары по анонимному доносу и высланы в Болгарию. В августе 1941 года несколько румынок, высланных со своими мужьями-болгарами в Южную Добруджу, просили разрешить им вернуться в Румынию, указывая, что готовы оставить своих мужей. Удовлетворялись заявления о репатриации редко. Например, в 1942—1943 годах румынские власти получили 108 заявления о репатриации, из которых удовлетворили только 17.

## Экономические и социальные последствия обмена
Обмен нанес значительный ущерб сельскому хозяйству Добруджи. Румыны, уходя в Северную Добруджу, уничтожали все свое имущество: дома, хозяйственные постройки и сады. С другой стороны все эвакуированные болгары должны были сдать все золото представителям Национального банка Румынии. Известен случай, когда румынский жандарм вырвал у болгарина золотой зуб. Болгарские власти оценили ущерб эвакуированных болгар в 2 млрд левов и потребовали, чтобы Румыния его возместила. Румыния платить отказалась.
Румынские переселенцы не понесли заметного ущерба в движимом имуществе, так как их эвакуация шла под надзором румынских властей. Однако румыны отмечали, что многие румыны-переселенцы прибыли с истощенным домашним скотом. До конца Второй мировой войны между Болгарией и Румынией были серьезные трения из-за ущерба, понесенного в ходе обмена. В апреле и декабре 1943 года болгарское и румынское правительство провели по этому вопросу переговоры. Однако проблему удалось решить только в 1944 году, когда в Болгарии и Румынии были установлены коммунистические режимы.
Общий баланс освободившейся пахотной земли был не в пользу румын. Этнические болгары оставили в Северной Добрудже 113600 гектаров свободной пахотной земли. При этом румыны (по румынским источникам) оставили в Южной Добрудже 227361 гектар пахотной земли. В Северной Добрудже были оставлены 14487 хозяйств, из которых 1100 хозяйств нуждались в существенном ремонте. При этом в Южной Добрудже эвакуированные румыны оставили 21900 хозяйств.
К сентябрю 1943 года не менее 11678 глав семей эвакуированных из Южной Добруджи получили земельные участки. Еще 1200 колонистов на тот момент находились в процессе получения участков. Выделение наделов продолжалось до 1947 года.
Земельные участки в Северной Добрудже были переданы переселенцам за выкуп. 26 августа 1941 года был принят чрезвычайный указ № 2396, который определил порядок этой передачи. Размер передаваемого надела определялся в 10 гектар, который оценивался по ценам 1940 года. При этом на данную сумму начислялись 5 % годовых, что (с учетом инфляции) было существенно ниже рыночной стоимости. Выкупную сумму следовало выплатить из той компенсации, которую Болгария должна была заплатить каждому эвакуированному за оставленное в Южной Добрудже имущество. Но Болгария компенсации не выплатила и это положение исполнено не было. При этом Болгария обязалась выплатить 1 млрд лей за румынскую собственность в Южной Добрудже. 
Несмотря на распределение наделов около половины эвакуированных из Южной Добруджи оставались без участков. Румынские власти планировали разместить в Северной Добрудже около 12700 семей, эвакуированных из Южной Добруджи. В случае реализации этого плана должны были остаться размещенными без крова или без стабильного источника дохода около 9200 семей (44,5 тысячи человек) эвакуированных из Южной Добруджи.
Обмен вызвал также социальные последствия в Северной Добрудже. Так как при размещении предпочтение отдавали арумынам в ущерб этническим румынам, а эвакуированных сосредоточили в лучших местах, то это вызвало напряженность между переселенцами из Южной Добруджи и местными румынами. В жандармском докладе сообщалось, что арумыны неразвиты, непокорны, слушаются только своих руководителей, живут в праздности и весь день сидят в кафе. В том же докладе сообщалось, что румыны бедны, ленивы, ссорятся и постоянно пьянствуют. Чтобы исправить эту ситуацию правительственная комиссия во главе с генералом Константином Василиу в марте 1941 года предложила новое переселение, чтобы избежать концентрации арумын на местах. Эти предложения реализованы не были.
Уполномоченный по вопросам территорий и перемещению населения населения из Добруджи генерал Григореску в меморандуме от 18 сентября 1940 года предложил правительству разместить на конфискованных у евреях сельскохозяйственных угодьях эвакуированных из Южной Добруджи, которым не хватит земли в Северной Добрудже. Григореску также указывал, что арумын можно использовать для замены местных евреев, которые монополизировали торговлю. Для этого следовало передать арумынам коммерческие фонды, изъятые у евреев. Это предложение Григореску в дальнейшем будет реализовано.
Несмотря на конфискацию еврейских земель, проблема обеспечения наделами беженцев не была решена. На 1942 год в Румынии насчитывалось около 12,5 тысяч семей румын из Южной Добруджи, которых не смогли разместить в Северной Добрудже из-за нехватки пахотной земли. Ситуацию усугубляло наличие большого количества беженцев из Северной Трансильвании. Так, в 1942 году в Румынии было 140 тысяч беженцев из Северной Трансильвании.
После нападения на СССР румынские власти планировали переселять беженцев из Южной Добруджи на захваченные у СССР летом 1941 года земли. Однако против выступил Ион Антонеску. Так 25 июня 1941 года Михай Антонеску поручил разработать план колонизации Бессарабии и Буковины беженцами из Северной Трансильвании и Южной Добруджи. 5 сентября 1941 года Ион Антонеску отменил это решение и отложил колонизацию. В марте 1942 года Ион Антонеску под давлением жалоб от безземельных румын, прибывших из Южной Добруджи, отдал указание начать колонизацию Буковины и Бессарабии. Антонеску 13 мая 1942 года приказал отправить в Транснистрию беженцев из Трансильвании и Добруджи (впрочем, для отправки беженца требовалось согласие беженца). Однако в мае 1942 года Антонеску остановил колонизацию Буковины и Бессарабии. В итоге переселение беженцев из Южной Добруджи на советские территории происходило часто самовольно — без разрешения властей. Так в Буковине в августе 1943 года было всего 543 колониста-крестьянина и 125 колонистов-коммерсантов, переселившихся из Южной Добруджи.

## Оценки и память
С. Мануилэ весной 1941 года оценил проведенный болгаро-румынский обмен как упущенный исторический момент, имея в виду то, что не удалось полностью очистить Румынию от всех этнических болгар и заменить их на румын из Болгарии. В современной Румынии этот обмен также очень непопулярен. Эта тема редко изучается историками: Владимир Солонарь отметил, что когда он изучал эту тему в архиве Министерства иностранных дел Румынии, то был первым специалистом, который изучал некоторые важные архивные дела. По словам Солонаря, те историки, которые изучали обмен, ограничивались изложением фактов и воздерживались от моральных оценок. Исследователь Стефан Ириг также подчеркивал недостаточное внимание румынских историков к переселенцам из Южной Добруджи:

В рум. историографии группе переселенцев и их судьбе до сих пор практически не уделялось внимания.